# Ottendorf (Turyngia)
Ottendorf – miejscowość i gmina w Niemczech, w kraju związkowym Turyngia, w powiecie Saale-Holzland, wchodzi w skład wspólnoty administracyjnej Hügelland/Täler.